# Дифракционные лучи

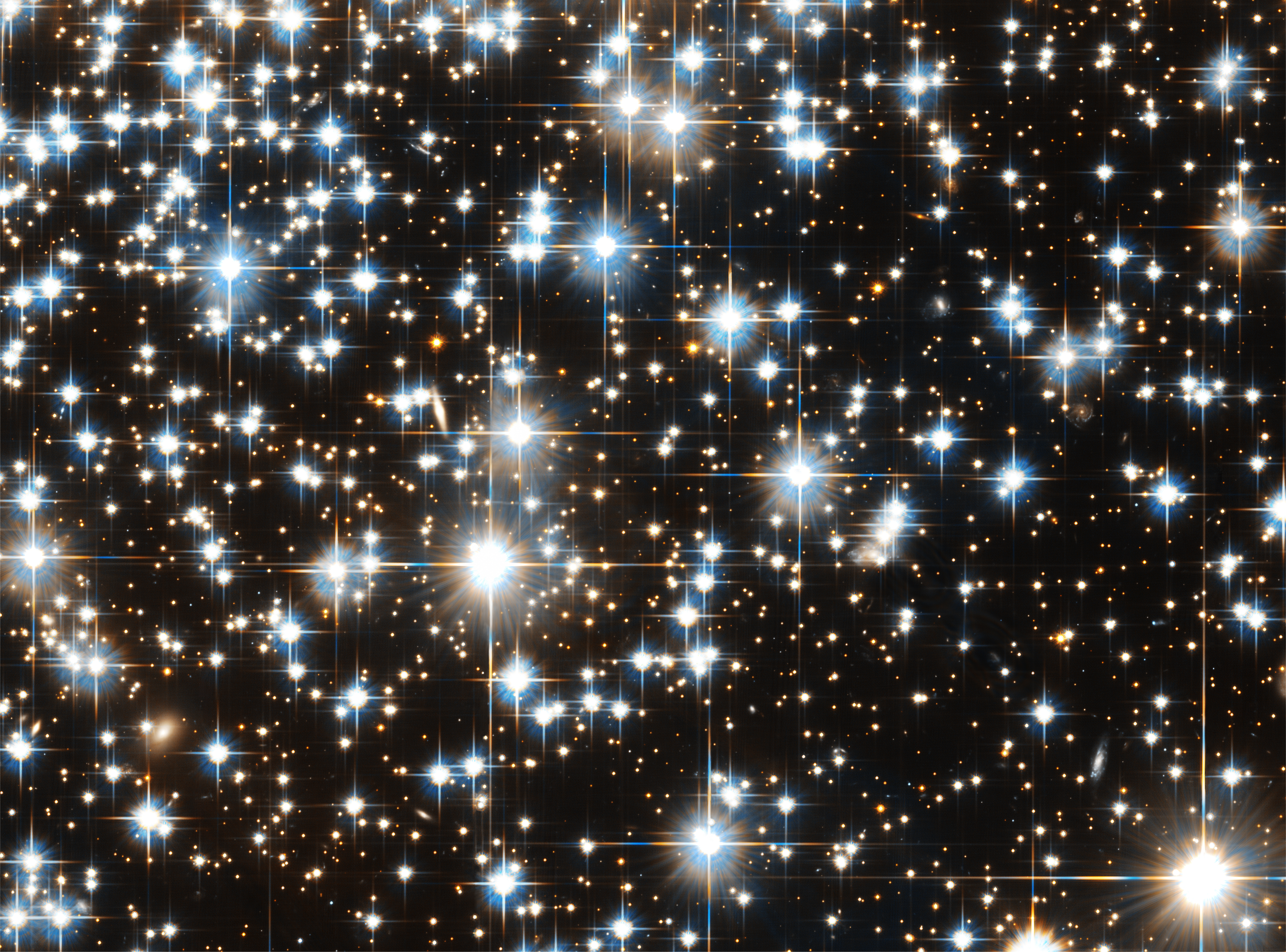
Дифракционные лучи на снимке, сделанном космическим телескопом «Хаббл».

Дифракционные лучи — линии, исходящие от ярких мест в изображениях, например звёзд. Они возникают в зеркальных телескопах-рефлекторах многих систем (Ньютона, Грегори, Кассегрена).

## Описание
Дифракционные лучи являются разновидностью аберрации в оптической системе, которая вызывается дифракцией светового потока вокруг растяжек (как правило, тонких металлических пластин), поддерживающих вторичное зеркало (ВЗ)..
От дифракционных лучей, среди телескопов-рефлекторов, свободны зеркально-линзовые системы и редкие ассиметричные системы - такие Ломоносова-Гершеля и брахиты, а также все телескопы-рефракторы. 
У всех этих оптических систем отсутствуют такие детали как растяжки крепления  вторичного зеркала; соответственно, на фотографических и визуальных изображениях эта проблема отсутствует.
Хотя дифракционные лучи могут заслонить части изображения и крайне нежелательны в профессиональной астрофотографии, некоторым астрономам-любителям они нравятся как визуальный эффект: они придают ярким звездам вид «Вифлеемской звезды», а также могут помочь с фокусировкой.

## Конструктивные особенности рефлекторов

Схема телескопа системы Кассегрена. Вторичное зеркало и растяжки, крепящие его (последние на схеме не показаны) находятся слева, на пути падающего света.

Вторичное зеркало во всех симметричных системах зеркальных телескопов должно быть расположено на центральной оптической оси телескопа, и, соответственно, обычно оно там устанавливается на креплениях - растяжках внутри телескопа. Независимо от того, насколько хорошо выполнены эти элементы, они в любом случае являются препятствием для света, который вынужден их огибать. Таким образом, дифракционные лучи представляют собой потери света, который можно было бы использовать, чтобы создать изображение звезды.
Традиционно телескопы-рефлекторы имеют 4 растяжки, поддерживающие вторичное зеркало. Подобное конструктивное решение дает 4 дифракционных луча на плоскости изображения исходящих из центра изображённой звезды (или другого светящегося объекта, например планеты) через каждые 90°. 
 
Недорогие любительские рефлекторы часто имеют 3 растяжки; это решение дает не три, а шесть дифракционных лучей (через каждые 60°). 
 
Системы с двумя растяжками или одной опорой (которые должны давать всего два луча) не могут прецизионно удерживать вторичное зеркало и используются лишь в телескопах-игрушках.
Существуют достаточно сложные конструктивные решения, поддерживающие вторичное зеркало при помощи не прямых, а спиралевидных опор - это даёт превращение дифракционных лучей в более сложную картину, в кривые линии. Широкого распространения подобные системы не получили.